# Мніхово (Вармінсько-Мазурське воєводство)
Мніхово (пол. Mnichowo, нім. Groß Mönsdorf) — село в Польщі, у гміні Решель Кентшинського повіту Вармінсько-Мазурського воєводства.
Населення — 172 особи (2011).
У 1975-1998 роках село належало до Ольштинського воєводства.

## Демографія
Демографічна структура станом на 31 березня 2011 року:
|          | Загалом | Допрацездатний вік | Працездатний вік | Постпрацездатний вік |
| -------- | ------- | ------------------ | ---------------- | -------------------- |
| Чоловіки | 83      | 16                 | 61               | 6                    |
| Жінки    | 89      | 18                 | 57               | 14                   |
| Разом    | 172     | 34                 | 118              | 20                   |